# Kantatie 71
Pour les articles homonymes, voir Route 71.
La route principale 71 (en finnois : Kantatie 71 est une route principale allant de Mikkeli à Kitee en Finlande.

## Description
La route part du village Antola de la commune de Savonlinna, où elle part de la route nationale 14 et se termine à Puhos dans la municipalite de Kitee  jusqu'à la route nationale 6.

## Parcours
La route parcourt les municipalités suivantes :
- Savonlinna
- Kitee